# Guerra da Lagosta
A Guerra da Lagosta, como denominado jocosamente à época pela imprensa, foi um conflito entre os governos do Brasil e da França que se desenrolou entre 1961 e 1963.
O episódio faz parte da história das relações internacionais do Brasil e girou em torno da captura ilegal de lagostas por parte de embarcações de pesca francesas na plataforma continental brasileira ao largo do litoral da região Nordeste.

## Contexto

### A crise da pesca da lagosta
No início da década de 1960, a França havia perdido quase todas as suas colônias do continente africano e, consequentemente, perdeu áreas marítimas onde explorava e dominava a pesca. Essas perdas, sobretudo da Mauritânia, colocaram o estoque francês de lagostas em xeque.

#### Interesse no Nordeste brasileiro
Com a escassez, surgiu um maior interesse de pescadores do porto pesqueiro de Camaret, na costa noroeste da França, pelo Nordeste brasileiro e as lagostas que lá habitavam. Os franceses então enviaram uma delegação até Recife, com o intuito de realizar pesquisas sobre viveiros de lagosta. Em março de 1961, a autorização foi emitida e era válida por 180 dias, contudo, apenas três embarcações poderiam ser enviadas, seguindo uma solicitação francesa. Ainda, o governo brasileiro exigiu que representantes da Marinha do Brasil embarcassem como fiscais. Desse modo, não demorou para os relatórios mostrarem que em vez de três, eram quatro os pesqueiros em ação. E, além disso, nada de pesquisas. Os quatro barcos estavam pescando de maneira descontrolada e pretendiam levar as lagostas embora para a Europa.
Em novembro do mesmo ano, a França pediu autorização novamente, agora com João Goulart como presidente da nação, pois Jânio Quadros havia renunciado 1 mês antes. A autorização foi concedida, e como da outra vez, os franceses continuaram a cometer a pesca ilegal e foram expulsos da plataforma continental brasileira. A partir dali, embarcações consideradas ilegais passaram a ser apreendidas – mas logo soltas, sem maiores consequências.

### Batalha diplomática
Por todo o ano de 1962, uma disputa diplomática entre os dois países se estendeu. O Brasil alegava que as lagostas estavam na plataforma continental do país, enquanto a França se apoiava na Convenção de Genebra de 1958, que estabelecera diretrizes para a pesca em alto-mar, mesmo que nenhum dos dois países houvesse assinado tal convenção. Logo no início do ano, a corveta brasileira Ipiranga apreendeu o navio pesqueiro Cassiopée, a 10 milhas da costa do nordeste.
Durante as negociações para se estabelecer uma forma de modus vivendi sobre o crustáceo, a França argumentava que a lagosta se deslocava de um lado para o outro dando saltos e, portanto, deveria ser considerada como peixe e não um recurso da plataforma continental. Segundo o comandante Paulo de Castro, da Marinha do Brasil, a argumentação era fraca e, ironicamente, disse:
“Por analogia, se lagosta é peixe porque se desloca dando saltos, então o canguru é uma ave.”

#### A resposta brasileira
Com a contínua chegada de barcos pesqueiros à costa brasileira visando a pesca de lagostas, o almirante Arnoldo Toscano, dadas as denúncias por pescadores pernambucanos, resolveu enviar corvetas da Marinha para a região, com o objetivo de escoltar os franceses para fora do território brasileiro. O porta-aviões Minas Gerais, a estrela da Marinha na época, não foi enviado em direção às águas disputadas, gerando críticas ao governo pela população. Contudo, o uso de um porta-aviões não seria necessário no conflito.

#### A resposta francesa
Ao serem abordados pelos navios de guerra brasileiros de forma pacífica, os pescadores, ao invés de cessarem suas atividades ilegais, solicitaram ajuda ao governo francês, especialmente à Marinha Francesa, que prontamente atendeu.
Na época, o governante dos franceses era o ex-general e herói de guerra Charles de Gaulle, conhecido por ser nacionalista, conservador e governar com mãos de ferro. De Gaulle, em seu terceiro ano como presidente, enviou contratorpedeiros (destróieres) e 1 porta-aviões da classe Clemenceau ao oceano atlântico, com o propósito de escoltar os barcos pesqueiros em suas atuações inconcessas dos navios de guerra brasileiros.

## O incidente
Em 11 de fevereiro de 1963, uma Força-Tarefa comandada pelo porta-aviões Clemenceau partiu de Toulon, na França, juntamente com 3 contratorpedeiros, 5 fragatas, 1 cruzador, 1 navio-tanque e 1 navio de aviso. A explicação dada pelo Governo Francês foi que era apenas mais uma missão de rotina no oceano Atlântico. Em 21 de fevereiro, estes navios chegaram a Dacar, Senegal e, posteriormente, seguiram para Abidjan, na Costa do Marfim. Contudo, uma das escoltas do Clemenceau tomou rumo diferente. O Tartu, um dos contratorpedeiros, seguiu sozinho para a costa brasileira.

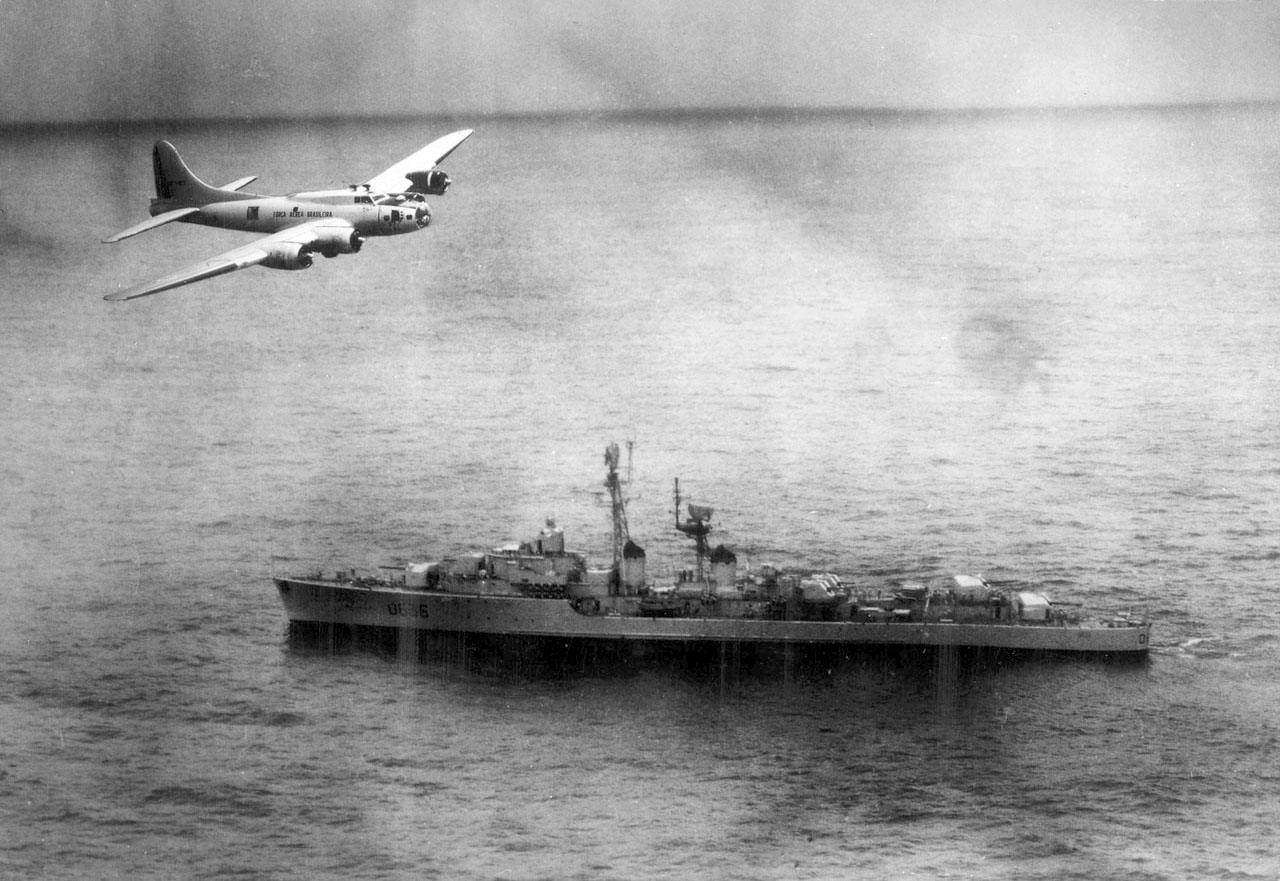
Um B-17 brasileiro fotografando o contratorpedeiro Tartu

Desde a primeira hora em que o Estado-Maior da Armada (EMA) soube do deslocamento de um navio de guerra francês para a costa brasileira, iniciou-se a busca da belonave. Estações Radiogoniométricas de Alta Frequência em Recife e na Bahia passaram a rastrear as emissões eletromagnéticas de todos os navios franceses navegando no Atlântico.
O Governo Brasileiro respondeu mobilizando um grande contingente da Marinha e Força Aérea, numa literal preparação para guerra, no dia 22 de fevereiro, na véspera do carnaval. Ainda durante a mobilização, os EUA intervieram, lembrando que as licenças para o equipamento americano usado pelos brasileiros – como os bombardeiros B-17  – não permitiam usá-los contra adversários.

### Primeiro contato radar com oTartu
Em 26 de fevereiro, um P-15 da Força Aérea Brasileira (FAB), patrulhando distante da costa, detectou no radar um navio de grandes proporções rumando em direção a Fernando de Noronha. No dia seguinte, um bombardeiro B-17 adaptado para reconhecimento, também da FAB, fez o primeiro reconhecimento fotográfico da embarcação francesa que, a partir dali, receberia constantes visitas diurnas e noturnas por aeronaves militares brasileiras. Poggio (2011) descreve:
Duas aeronaves voaram em formação aberta e a baixa altitude com todas as luzes apagadas e silêncio rádio total. Para a aproximação do alvo, utilizaram seus equipamentos passivos de guerra eletrônica, que detectavam as emissões do radar de busca aérea do Tartu. Próximos ao navio, os aviões cerraram formação e baixaram para 100 pés de altitude (cerca de 30 metros) até que, praticamente sobre o contratorpedeiro, acionaram tudo que pudesse iluminá-lo. Foi uma surpresa total, e homens puderam ser vistos correndo pelo convés, como se estivessem assumindo postos de combate.

### Resposta da Marinha Brasileira
Dias antes, quando o conflito estourou, o Brasil estava em feriado, e grande parte do efetivo militar da marinha estava de folga, sendo necessária uma grande convocação em plena madrugada do sábado de carnaval. Além disso, as unidades em Recife estavam com falta de munição e de combustível.

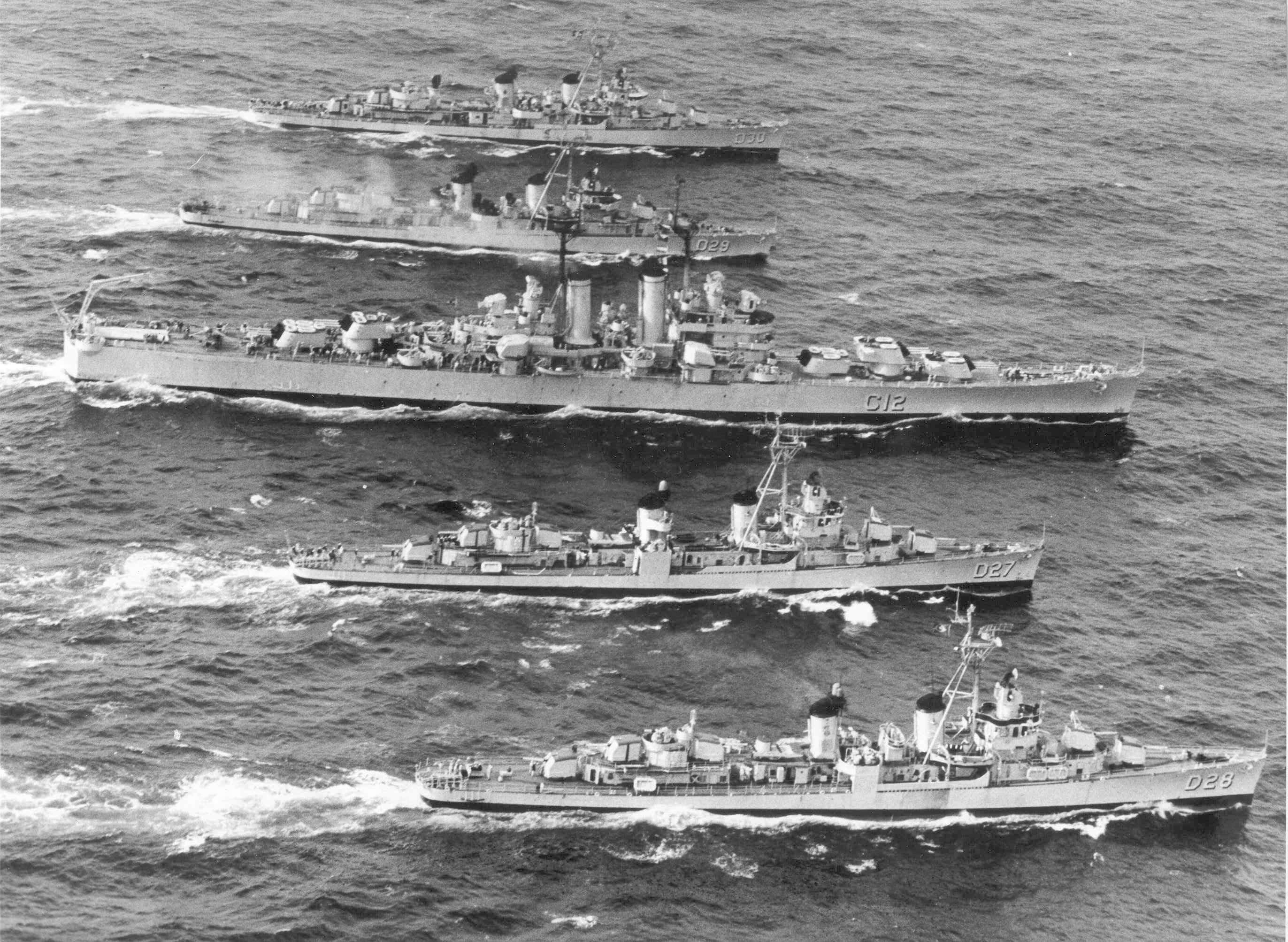
Navios de guerra brasileiros fotografados durante o conflito

No Rio de Janeiro, uma grande Força-Tarefa de navios de guerra partiu para a capital de Pernambuco. 3 dias depois, a Força chegava em Recife, se juntando com outros reforços de diversas localidades do país, e no mesmo dia partiu para alto-mar, com grande expectativa por parte da imprensa e da população quanto ao encontro dos navios brasileiros com o francês.

#### Encontro em alto-mar
A bordo dos navios brasileiros, a tensão era grande. As embarcações navegavam no escuro e os operadores de radar estavam totalmente concentrados na procura do navio inimigo. No dia seguinte, às 10 da manhã, o contratorpedeiro Paraná estabeleceu contato radar com um alvo na superfície, com as características do Tartu; tinha de ser ele.
A 13 quilômetros de distância, o Paraná avistou a embarcação, além de seis pequenos barcos pesqueiros parados ao lado dele. O navio brasileiro também não estava sozinho: em escolta, estavam mais 4 contratorpedeiros, 1 corveta e 1 submarino. A frota acompanhou os navios franceses por algum tempo e monitoraram as frequências de rádio, depois se afastaram. A partir da localização, foi estabelecida uma escala de patrulha com o propósito de manter sempre um navio próximo dos pesqueiros e outro à distância, podendo intervir quando necessário.
Para assegurar a posição do Tartu, outro contratorpedeiro, Paul Gaufeny, foi enviado para a região, totalizando 2 navios de guerra e 6 barcos de pesca franceses.

### Retirada dos navios da costa brasileira
Nesse meio tempo, as conversações diplomáticas e a interferência dos Estados Unidos e da ONU procuravam encerrar o iminente conflito e, como decorrência, a declaração de guerra. A volta dos navios pesqueiros e dos dois contratorpedeiros para a França foi o sinal que o conflito havia acabado, com um último sinal, irônico e bem-humorado, de “boa viagem” emitido do contratorpedeiro Paraná ao navio Paul Gaufeny.

## Desfecho
Em 10 de março de 1963, os franceses retiraram os navios da costa, mas a guerra diplomática ainda não tinha cessado. Antes que a situação fosse concluída, veio o golpe militar. E seria na ditadura, em 10 de dezembro de 1964, que Brasil e França chegariam a uma solução: um acordo permitindo a exploração de lagosta por navios franceses, em quantidade e tempo limitados, repartindo seus lucros. Finalmente, o conflito de interesses foi resolvido no campo da diplomacia.